# Бакыр
Бакыр (Бакырчай, тур. Bakırçay «медный поток») — река в Турции на западе Малой Азии в Эгейском регионе, в илах Измир и Маниса, в исторической области Мисии. Протекает южнее Бергамы, древнего Пергама, севернее Сомы и впадает в залив Чандарлы (Çandarlı Körfezi) Эгейского моря, известный в древности как Кимский (др.-греч. Κυμαῖος κόλπος) или Элейский залив (Ἐλαϊτικός κόλπος). Длина 129 километров. Исток находится на горе Омер (Ömer Dağı) в иле Балыкесир. От истока река течёт к югу через деревню Геленде (Gelenbe) и далее на запад севернее Кыркагача (Kırkağaç) и гор Юнт (Yunt Dağları) в иле Манисе. Устье находится в 3 километрах восточнее деревни Чандарлы (Çandarlı), древней Питаны в иле Измире.
Дельта Бакыра является важным местом для птиц.

## История
Река известна в античности как Каик (др.-греч. Κάϊκος). По Страбону равнина Каика «очень плодородная, пожалуй лучшая в Мисии». По преданию речной бог Каик был сыном Океана и Тефии. В двух километрах от устья Каика находился древний город Элея (Ελέα), основанный Менесфеем, который служил гаванью Пергаму.
Согласно приписываемому Плутарху трактату «О реках» Каик прежде назывался Астрей (др.-греч. Ἀστραῖος) по имени Астрея, сына Посейдона.